# Myriam Spiteri Debono
Myriam Spiteri Debono, född 25 oktober 1952  i Victoria i Gozo, är en maltesisk politiker. Sedan 4 oktober 2024 är hon Maltas president, efter att hon efterträtt George Vella på posten.
Mellan 1996 och 1998 var hon, som första kvinna, talman i Maltas parlament. Hon representerade Maltas Labour-parti och blev den första kvinnan att inneha den prestigefyllda posten som talman i landets historia. Spiteri Debono representerar Partit Laburista.